# Thomas Dausgaard
Thomas Dausgaard, född den 4 juli 1963 i Köpenhamn, är en dansk dirigent. Sedan 1997 är han chefsdirigent för Svenska Kammarorkestern och sedan 2016 även för BBC Scottish Symphony Orchestra. Mellan 2001 och 2004 var han förste gästdirigent vid Danmarks Radios symfoniorkester, mellan 2004 och 2011 orkesterns chefsdirigent och därefter dess hedersdirigent. Han har spelat in musik på skivmärken som Chandos, Marco Polo Labels Music och SIMAX.
År 2018 utnämndes han till hedersdoktor vid Örebro universitet.